# 이탈리아 1
이탈리아 1(이탈리아어: Italia 1)는 이탈리아의 메디아셋 산하에 있는 텔레비전 채널이다.